# Saison 1998-1999 du FC Sochaux-Montbéliard
Chronologie
Saison précédente Saison suivante
La saison 1998-1999 du FC Sochaux-Montbéliard est la 53e saison en Division 1.

## Résultats en compétitions nationales
- Division 1 : 17e avec 33 points, 14e attaque avec 30 buts marqués, 18e défense avec 54 buts encaissés
- Coupe de France: élimination en 1/16 de finale par US Saint-Georges (CFA2)
- Coupe de la Ligue: élimination en demi-finale par le Racing Club de Lens.

## Transferts

### Mercato d'été
| Nom               | Nationalité sportive | Contrat | Provenance/Destination |
| Arrivées          |                      |         |                        |
| Didier Lang       | France               | ?       | FC Metz                |
| Philippe Raschke  | France               | ?       | RC Strasbourg          |
| Stéphane Dedebant | France               | ?       | LB Châteauroux         |
| Vincent Fernandez | France               | ?       | Paris SG               |

### Mercato d'hiver
| Nom               | Nationalité sportive | Contrat          | Provenance/Destination |
| Arrivées          |                      |                  |                        |
| Jean-Guy Wallemme | France               | Arrivée le 01/01 | Coventry City FC       |
| Départs           |                      |                  |                        |
| Éric Boniface     | France               | Transfert 01/01  | FC Gueugnon            |